# Traunseebahn
De Traunseebahn was een lokaalspoorweg tussen de steden Gmunden en Vorchdorf in Oostenrijk. De metersporige lijn met een lengte van 14,9 kilometer werd door Stern und Hafferl geëxploiteerd. In 2018 werd de lijn gekoppeld aan de enige lijn van de tram van Gmunden: deze doorgaande exploitatie heet sindsdien Traunsee Tram, wederom uitgevoerd door Stern und Hafferl.

## Geschiedenis
De lijn ging in 1912 van start met twee elektrische tweeassers op dezelfde spoorwijdte als de tram van Gmunden, want het was van meet af aan de bedoeling beide lijnen te koppelen. De onregelmatige dienstregeling voorzag in 1938 in maximaal zes ritten per dag, met periodes van twee á drie uur zonder trein, zonder direkte aansluiting op de Vorchdorferbahn. In de jaren 1950 verschenen de eerste vierassers. 
Tot 1989 reed ÖBB ook nog naar Gmunden Seebahnhof, en daarom waren er daar twee spoorwijdtes. Tot 1986 reden er ook goederentreinen, hoewel er in Vorchdorf nog steeds een raccordement is. Station Gmunden Engelhof, uit 1834, is het oudste station van Oostenrijk en het oudste nog in gebruik zijnde station op het vasteland van Europa. Oorspronkelijk hoorde het traject Engelhof-Gmunden bij de tweede europese spoorlijn op het vasteland, de paardenspoorweg Budweis-Linz-Gmunden, die gedeeltelijk houten rails had. 
De dienstregeling van 2003 toont 11 ritten die meestal wel snel aansluiten in Vorchdorf, maar nog steeds met 'pauzes' van twee of drie uur. In de 'spitsuren' ligt de frequentie tussen 40 en 80 minuten. Vanaf 2008 verschenen er (eerst op proef) lagevloertrams. De koppeling werd steeds uitgesteld, onder andere door de oorlogen. 
In 2003 stemde de gemeenteraad van Gmunden "al" unaniem in met de koppeling, maar daarbuiten waren er nog wat dwarsliggers. De provincie wilde de Traunbrug niet vervangen, wat wel noodzakelijk was voor tramverkeer. Uiteindelijk kwamen ze toch over de brug. Vanwege de koppeling werd het Seebahnhof verlaten. Het traject werd vanaf 2014 verbonden met het traject van de tram van Gmunden, waardoor er in het centrum lang een bouwput was. Alle haltes werden vernieuwd en voldoen nu aan de moderne eisen, zodat nu ook mindervaliden mee kunnen. Nieuwe lagevloertrams vervingen vanaf 2016 de hoogbejaarde hoge treinen. De trams zijn de eerste echt nieuwe voertuigen in vele decennia. Revolutionaire vernieuwingen dus, maar de nieuwe trams hebben de "oude" luchtfluit (althans het klinkt zo, het is geen luchtfluit), maar omdat veel overwegen nu met lichten beveiligd zijn, wordt er minder gefloten. Er worden deels nog steeds houten bovenleidingpalen gebruikt. Het geheel is in dienst sinds 1 september 2018.De deelstaat bekostigde 80 procent van de kosten. Zodoende hoefde Stern und Hafferl deze keer niet zuinig aan te doen en kon er echt nieuw materieel komen. 
De voorheen onregelmatige en beperkte dienst werd vervangen door een vaste frequentie van ieder half uur doordeweeks; op zaterdag en zondag één keer per uur. Sinds de koppeling heeft de lijn het lijnnummer 161; tussen Gmunden Engelhof en Gmunden ÖBB rijdt deze de ganse week om de 15 minuten. In Vorchdorf is er doordeweeks meestal een snelle aansluiting op de Vorchdorferbahn (eens per uur) naar Lambach; echter vooral in het weekend is de overstaptijd vaak 32 tot 43 minuten. En dan rijdt de Vorchdorferbahn maar om de twee uur. Doordeweeks heeft deze lijn 160 ook één wel zéér korte "extra" rit; die duurt maar liefst twee minuten. 
Tot in 2009 kon de reiziger vanuit Gmunden op onregelmatige tijden meerijden met vier (bijna) aansluitende Stern & Hafferl lijnen: eerst de tram in Gmunden, en dan lopen of per bus naar het Seebahnhof. Vandaar per Traunseebahn naar Vorchdorf. Vervolgens per Vorchdorferbahn naar Lambach, en daar per Haager Lies naar Haag am Hausruck. Daar hield de rails op. In 2009 werd die laatste opgeheven omdat aanpassen te duur was. De vervangende buslijn is niet van Stern & Hafferl, dus sindsdien waren er nog drie "aansluitende" lijnen, met twee keer overstappen. Sinds de koppeling is in principe nog maar één keer overstappen nodig tussen Gmunden en Lambach. Het is de enige streek waar 'zoveel' Stern&Hafferl lijnen min of meer op elkaar aansloten/sluiten.

## Trivia
De voormalige paardenspoorlijn is nu grotendeels te volgen als wandelpad, met tal van informatieborden onderweg, ook ver buiten Gmunden, in Linz bijvoorbeeld. Ver boven Linz is er een korte reconstructie van de houten baan, waarop soms een replica van een "trein" anno 1835 rijdt. Slechts een klein deel van de route heeft nu nog rails, maar dan van ijzer, en die zijn niet (meer) voor reizigers.  

## Galerij

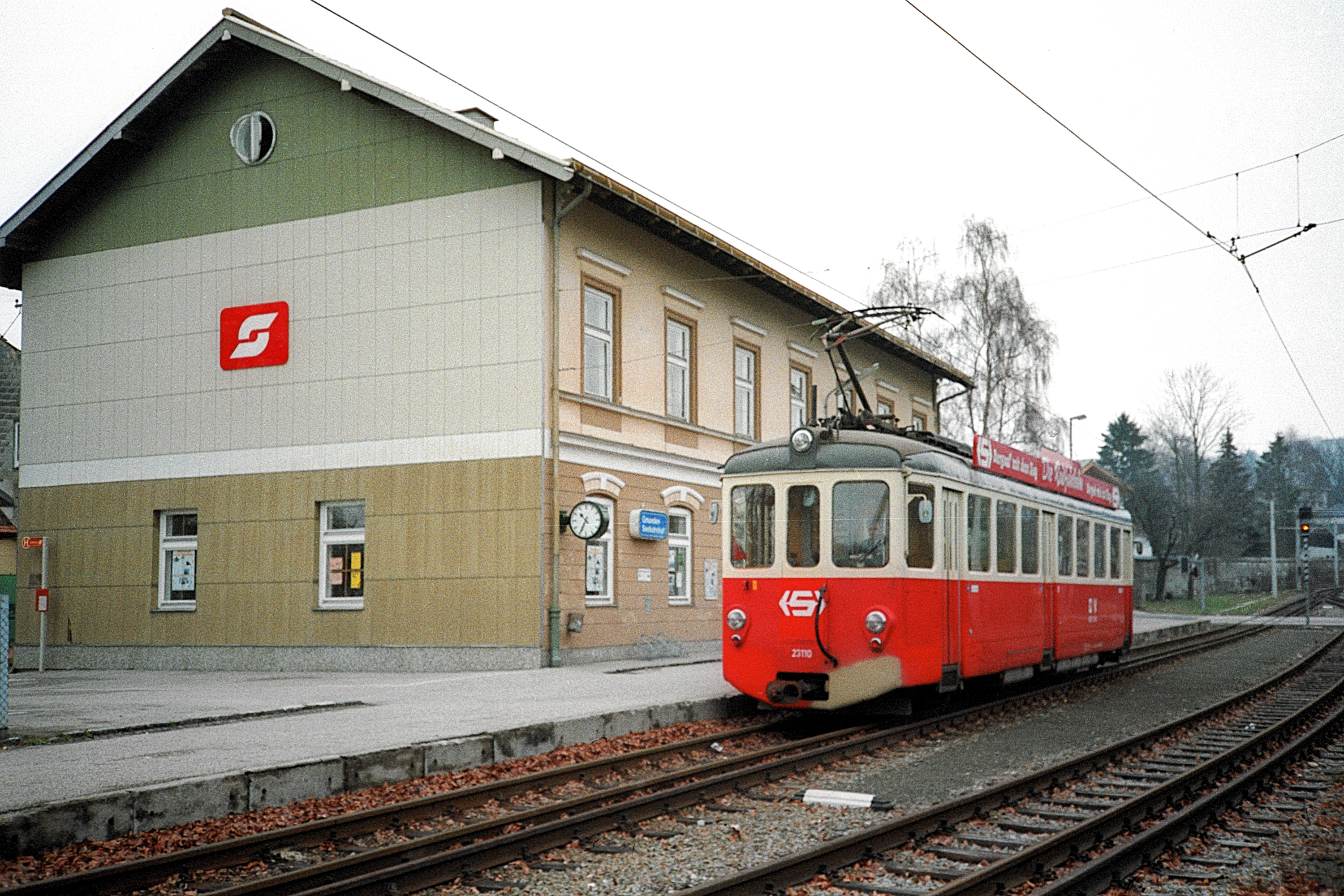
Vierasser bij voormalig station  Seebahnhof
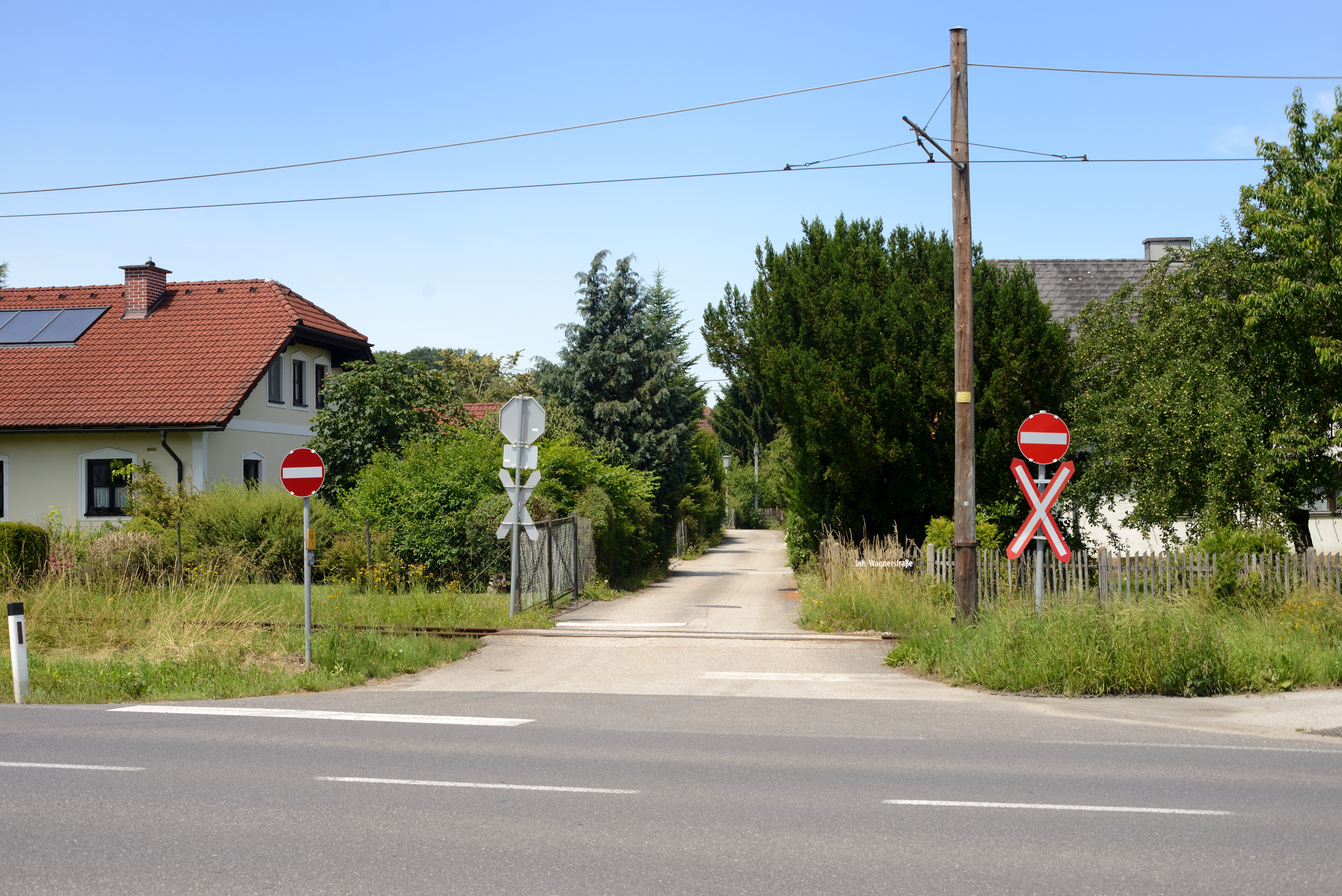
Overweg